# Rusagro
Rusagro (russisch Русагро) ist ein russischer Agrarkonzern, der Zucker, Schweinefleisch sowie Öle und Fette (Sonnenblumenöl, Margarine, Mayonnaise) produziert. Das Unternehmen wurde 1995 von Wadim Moschkowitsch gegründet.
Rusagro besitzt in den Oblasten Belgorod, Woronesch und Tambow knapp 500.000 ha Land.:6 Der Rübenzucker wird in sechs Zuckerfabriken hergestellt. Die Produktion der Öle und Fette findet in Jekaterinburg und Samara statt. In den letzten Jahren wurden außerdem große Schweinemastbetriebe mit 12*4800 Plätzen gebaut. Daran angeschlossenen sind eigene Schlachthöfe und Futtermittelmischwerke.
Momentan wird ein neuer großer Standort in der Region Primorje entwickelt.:27

## Geschichte
Wadim Moschkowitsch gründete 1995 eine Zuckerhandelsfirma, aus der später Rusagro hervorging. Die Firma vermittelte als Zwischenhändler zwischen ukrainischen Zuckerherstellern und russischen Süßwarenherstellern. Die russische Schwarzerderegion um Belgorod war nach dem Zerfall der Sowjetunion nicht mehr dazu in der Lage, den inländischen Zuckerbedarf zu decken. 1997 übernahm Moschkowitsch die Firma Agrointer und benannte sein Unternehmen in Rusagro um. Im selben Jahr wurde die Zuckerfabrik Rschew in Belgorod übernommen. Im Jahr 1998 modernisierte er mit Hilfe der französischen Firma Deleplanque die Zuckerfabrik Waluisachar. 1999 wurde bereits ein Marktanteil von 19 % bei Zucker erreicht.
Seitdem das Importverbot für Nahrungsmittel aus der Europäischen Union besteht, erzielt Rusagro Rekordumsätze.
2024 wurde Rusagro eine "wirtschaftlich bedeutende Organisation" und durfte keine ausländischen Eigner aufweisen. Am 25. Juli wurde Rusagro an der Londoner Börse ausgetragen. Der damalige Sitz in Zypern wurde unfreiwillig nach Moskau verlegt. Andernfalls hätte  wie in anderen Fällen die Generalstaatsanwaltschaft Rusagro beschlagnahmen können. Die von Putin versprochene Sicherheit für nach Hause geholte Firmen wurde damit widerlegt. Der Gründer Wadim Moschkositsch und der Generaldirektor wurden im März 2025 fest genommen. Es wurde ein Strafverfahren wegen Betrug eröffnet.
Hinter der Festnahme könnte die Familie Patruschew stecken. Der Staat interessierte sich schon lange für die Firma aufgrund des Getreidemarkts.